# سعيد بن ناصر
سعيد بن ناصر (19 ديسمبر 1979 - ) هو لاعب كريكت باكستاني.

## وصلات خارجية
- سعيد بن ناصر على موقع إي آس بي آن كريك إنفو (الإنجليزية)